# Nicolae Beloiu
 (mai 2018).
Si vous disposez d'ouvrages ou d'articles de référence ou si vous connaissez des sites web de qualité traitant du thème abordé ici, merci de compléter l'article en donnant les références utiles à sa vérifiabilité et en les liant à la section « Notes et références ».
Nicolae Beloiu (né en 1927 à Ocnița, dans le județ de Dâmbovița, et mort en 2003 à Bucarest) est un compositeur roumain.